# روز سیب
روز سیب فیلمی به کارگردانی: محمود غفاری و نویسندگی: محمود غفاری - مهناز جارچی و تهیه‌کنندگی: الهه نوبخت محصول سال ۱۴۰۰ است. این فیلم اولین بار در جشنواره بین‌المللی فیلم برلین ۲۰۲۲ به روی پرده رفت. در یک سکانس کلیدی فیلم، بیلبوردی از رهبر جمهوری اسلامی که در حاشیه خیابان‌های منطقه ای فقیر نشین را نشان می‌دهد که وضعیت اسفناک مردم حاشیه نشین را به او نسبت می‌دهد. حذف این صحنه و سکانسهای لمس بدن بازیگران فیلم جزو شروط صدور پروانه نمایش فیلم در ایران بوده‌است. محمود غفاری در گفتگو با رادیو فردا دربارهٔ این صحنه‌ها چنین گفته‌است: بالاخره بعد از ۵۰ سال از نسل ما بازخواست خواهند کرد، که آقا شما وقتی آن شرایط را می‌دیدید چرا هیچ اشاره‌ای و کاری نکردید؟ من می‌توانم بگویم بله، بنده این‌جا نشان داده‌ام. از نظر من مسئولیت تمام نابسامانی‌ها همین چیزی است که من این‌جا نشان داده‌ام. از نظر من کسی نمی‌تواند از زیر بار مسئولیتش در برود.

## داستان
«روز سیب» داستان مردم حاشیه شهر تهران است که به خاطر فقر شدید مالی و برای حل کوچک‌ترین مشکلات زندگی، چاره ای جز دزدی ندارند

## بازیگران
| بازیگر           | نقش    |
| ---------------- | ------ |
| ژیلا شاهی        | مادر   |
| آرین رستگار      | سعید   |
| خداداد بخشی زاده | پدر    |
| مهدی پورموسی     | داریوش |

## جوایز
- (حضور در بخش مسابقه جنریشن جشنواره بین‌المللی فیلم برلین ۲۰۲۲)[۲]
- (جایزه فیپرشی فدراسیون بین‌المللی منتقدان فیلم ۲۰۲۲)[۳]
- (جایزه بهترین کارگردانی از جشنواره بین‌المللی فیلم زردآلوی طلایی ایروان) ۲۰۲۲[۴]
- (جایزه بهترین فیلم از جشنواره فیلم جاب فیلم فستیوال ایتالیا) ۲۰۲۲[۵]
- (جایزه بهترین فیلم از جشنواره نوستالژیا ایتالیا) ۲۰۲۳[۶]